# Ormosia curvispina
Ormosia curvispina är en tvåvingeart som beskrevs av Alexander 1936. Ormosia curvispina ingår i släktet Ormosia och familjen småharkrankar. Inga underarter finns listade i Catalogue of Life.